# Liste der Baudenkmale in Heemsen
In der Liste der Baudenkmale in Heemsen sind alle Baudenkmale der niedersächsischen Gemeinde Heemsen aufgelistet. Die Quelle der Baudenkmale ist der Denkmalatlas Niedersachsen. Der Stand der Liste ist der 24. Januar 2021.

## Allgemein
In den Spalten befinden sich folgende Informationen:
- Lage: die Adresse des Baudenkmales und die geographischen Koordinaten. Kartenansicht, um Koordinaten zu setzen. In der Kartenansicht sind Baudenkmale ohne Koordinaten mit einem roten Marker dargestellt und können in der Karte gesetzt werden. Baudenkmale ohne Bild sind mit einem blauen Marker gekennzeichnet, Baudenkmale mit Bild mit einem grünen Marker.
- Bezeichnung: Bezeichnung des Baudenkmales
- Beschreibung: die Beschreibung des Baudenkmales. Unter § 3 Abs. 2 NDSchG werden Einzeldenkmale und unter § 3 Abs. 3 NDSchG Gruppen baulicher Anlagen und deren Bestandteile ausgewiesen.
- ID: die Objekt-ID des Baudenkmales
- Bild: ein Bild des Baudenkmales, ggf. zusätzlich mit einem Link zu weiteren Fotos des Baudenkmals im Medienarchiv Wikimedia Commons. Wenn man auf das Kamerasymbol klickt, können Fotos zu Baudenkmalen aus dieser Liste hochgeladen werden:

## Heemsen

### Gruppe: Kirche Heemsen
Die Gruppe „Kirche“ hat die ID 31036164.

| Lage                                   | Bezeichnung    | Beschreibung | ID       | Bild           |
| -------------------------------------- | -------------- | --- | -------- | -------------- |
| Dorfstraße 52° 42′ 15″ N, 9° 15′ 45″ O | Kirche         | Neugotische Michaeliskirche Heemsen (heutiger Bau um 1895) | 31043106 | Weitere Bilder |
| Dorfstraße 52° 42′ 14″ N, 9° 15′ 47″ O | Kirchhof       | Der straßenseitig durch eine niedrige Ziegelmauer eingefriedete Kirchhof schließt sich nördlich an die St. Michaelis-Kirche an, die 1864 anstelle des mittelalterlichen Vorgängerbaus errichtet wurde. Einige historische Grabmale sind erhalten. | 31043090 |                |
| Dorfstraße 52° 42′ 13″ N, 9° 15′ 46″ O | Kriegerdenkmal | Betonstele mit aufgesetztem Eisernen Kreuz in Beton, für die Gefallenen des Ersten Weltkriegs | 31043125 |                |

### Gruppe: Gedenkstätte
Die Gruppe „Gedenkstätte“ hat die ID 31037040.

| Lage                                         | Bezeichnung  | Beschreibung | ID       | Bild |
| -------------------------------------------- | ------------ | --- | -------- | ---- |
| Im Krummen Lande 52° 42′ 14″ N, 9° 15′ 46″ O | Gedenkstätte | Gedenkstätte des sog. Sterbelagers (von 1941 bis 1945) und Friedhof von 746 sowjetischen Kriegsgefangenen. Grünfläche mit anonymen Sandstein-Grabsteinen, auf diesen orthodoxe Kreuzreliefs, sowie einer beschrifteten Sandstein-Gedenkstele. | 36351998 |      |

### Einzelbaudenkmale
| Lage                                    | Bezeichnung | Beschreibung                                                          | ID       | Bild |
| --------------------------------------- | ----------- | --------------------------------------------------------------------- | -------- | ---- |
| Mühlenweg 4 52° 42′ 14″ N, 9° 15′ 46″ O | Mühle       | Um 1895 mit Ziegelmauerwerk errichtete Mühle ohne Kappe und Windwerk. | 31043142 |      |

## Anderten

### Einzelbaudenkmale
| Lage                                       | Bezeichnung              | Beschreibung | ID       | Bild |
| ------------------------------------------ | ------------------------ | --- | -------- | ---- |
| Anderten 18 52° 44′ 21″ N, 9° 19′ 6″ O     | Wohn-/Wirtschaftsgebäude | Vierständerbau aus Ziegelfachwerk mit Vorschauer und Halbwalmdach, um 1823 erbaut                                         | 31042986 |      |
| Anderten 27 52° 44′ 21″ N, 9° 19′ 25″ O    | Kapelle                  | 1904 an Stelle des früheren Kapellengebäudes von 1854 errichtete evangelisch-lutherische Fachwerkkapelle. Sanierung 2001. | 47557337 |      |
| Anderten 30/32 52° 45′ 27″ N, 9° 18′ 33″ O | Gedenkstein Hof Hämelsee | Sandsteinobelisk, der 1885 zu Ehren von Gerhard J. D. von Scharnhorst errichtet wurde                                     | 31043008 |      |

## Gadesbünden

### Gruppe: Längsscheunen Gadesbünden
Die Gruppe „Längsscheunen Gadesbünden“ hat die ID 31036152.

| Lage                                     | Bezeichnung | Beschreibung                                                                                  | ID       | Bild |
| ---------------------------------------- | ----------- | --------------------------------------------------------------------------------------------- | -------- | ---- |
| Gadesbünden 5 52° 42′ 48″ N, 9° 16′ 7″ O | Scheune     | Gefügebau um 1805 mit Lehmstakung, die teilweise durch Ziegel ersetzt wurde, und Halbwalmdach | 31043029 |      |
| Gadesbünden 5 52° 42′ 48″ N, 9° 16′ 6″ O | Scheune     | Gefügebau um 1805 mit Lehmstakung, die teilweise durch Ziegel ersetzt wurde, und Halbwalmdach | 31043049 |      |

### Einzeldenkmale
| Lage                                       | Bezeichnung              | Beschreibung                                                            | ID       | Bild |
| ------------------------------------------ | ------------------------ | ----------------------------------------------------------------------- | -------- | ---- |
| Gadesbünden 38 52° 42′ 52″ N, 9° 16′ 50″ O | Wohn-/Wirtschaftsgebäude | Zweiständerbau von 1769 mit Ziegelfachwerk, Vorschauer und Halbwalmdach | 31043069 |      |